# S/S Alpha
S/S Alpha (efter 1907 S/S Gothia), var ett fransk-svenskt ångfartyg, byggt 1901 och förlist 1917.
S/S Alhpa hade en längd av 53,3 meter, en bredd på 8,25 meter, en maskin om 345 indikerade hästkrafter och deplacenment om 638 bruttoregisterton respektive 411 nettoregisterton. Hon byggdes i Boulogne-sur-Mer 1901 för franska ägare, men såldes i mars 1907 till Nya Rederi AB Svea från änkefru Magnier-Parenty i Calais, byggdes om och namnändrades till Gothia. Hon trafikerade 1914 traden Göteborg-Sundsvall-Luleå. S/S Gothia kantrade och sjönk 24 juni 1917 40 nautiska mil norr om Västra Bankens fyrskepp på en resa mellan Sikeå och Göteborg varvid sex personer omkom.